# Shannon Smith
Shannon Smith (Vancouver, Canadá, 28 de septiembre de 1961) es una nadadora canadiense retirada especializada en pruebas de estilo libre, donde consiguió ser medallista de bronce olímpica en 1976 en los 400 metros.

## Carrera deportiva
En los Juegos Olímpicos de Montreal 1976 ganó la medalla de bronce en los 400 metros estilo libre, con un tiempo de 4:14.60 segundos, tras la alemana Petra Thümer  que batió el récord del mundo con 4:09.89 segundos, y la estadounidense Shirley Babashoff.